# 松隈健一
松隈 健一（まつぐま けんいち）は、日本の総務官僚。

## 来歴
1977年5月25日生まれ。2001年3月、東京大学法学部を卒業し、総務省に入省（配属先は統計局統計基準部統計企画課）。2004年4月、総務省人事・恩給局給与第一係長。2006年7月、行政評価局総務課総括係長。2008年1月、内閣官房行政改革推進本部事務局係長。同年9月、国土交通省総合政策局安心生活政策課専門官。2010年8月、総務省自治行政局行政課長補佐。2011年8月、内閣官房行政改革推進室参事官補佐。2014年8月、内閣官房内閣人事局併任総務省行政管理局副管理官。2016年4月、石岡市副市長。2019年9月、武田内閣府特命担当大臣秘書官事務取扱。